# 김남형
김남형(金南亨, 1988년 5월 8일 ~ )은 전 KBO 리그 넥센 히어로즈의 내야수, 외야수이자, 현재 KBO 리그 한화 이글스의 메인타격코치이다.

## 선수 시절

### 현대 유니콘스시절
2007년에 입단하였다. 2007년 9월 13일 롯데 자이언츠와의 경기에 출전하며 데뷔 첫 경기를 치렀고, 경기에서 1타수 무안타를 기록했다.

### 넥센 히어로즈시절
2008년에 입단하였다.

## 야구선수 은퇴 후
2015년부터 NC 다이노스의 전력분석코치로 활동했고, 2018년부터 한화 이글스의 2군 수비, 1루주루코치로 활동했다.